# 格林斯坦咖啡馆

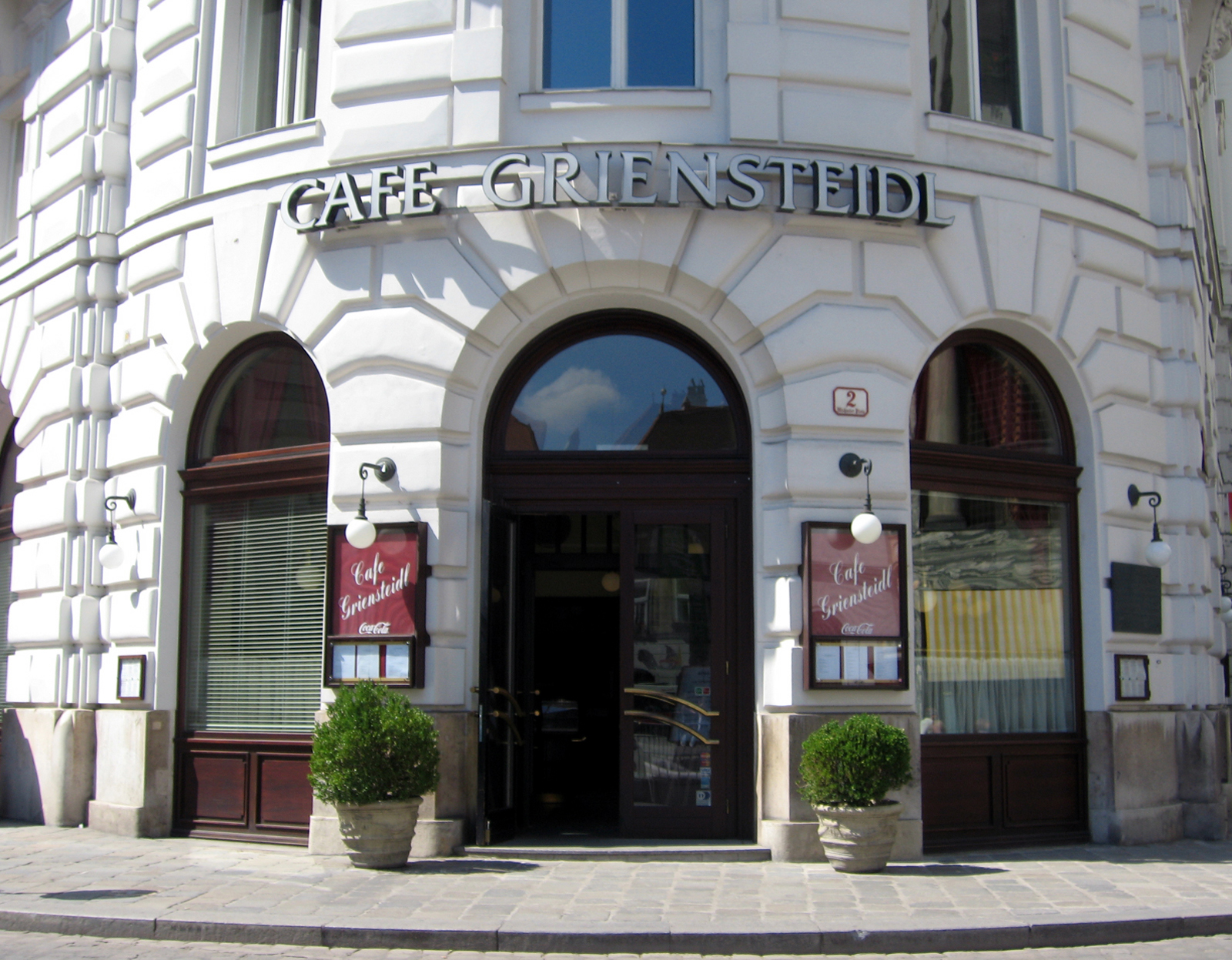
格林斯坦咖啡馆

格林斯坦咖啡馆（Café Griensteidl）是一个传统的维也纳咖啡馆 位于奥地利维也纳第一区内城区弥额尔广场(Michaelerplatz)2号,对面是圣弥额尔堂和霍夫堡皇宮的圣弥额尔门。咖啡馆由前药剂师海因里希·格里恩施泰德尔创建于1847年。1897年1月，在弥额尔广场翻新过程中，原来的建筑被拆除。二十世纪初，许多艺术家、音乐家和作家经常光顾这座咖啡馆，包括胡戈·冯·霍夫曼史塔、亚瑟·史尼兹勒、阿诺德·勋伯格、亚历山大·冯·策姆林斯基、赫尔曼·巴赫、弗里德里希·埃克斯坦 鲁道夫·施泰纳、胡戈·沃尔夫和斯蒂芬·茨威格。
1990 年，咖啡馆重新开业，成为维也纳咖啡馆文化的热门场所。2017年6月，因无力承担上涨的房租，格林斯坦咖啡馆宣告关闭。

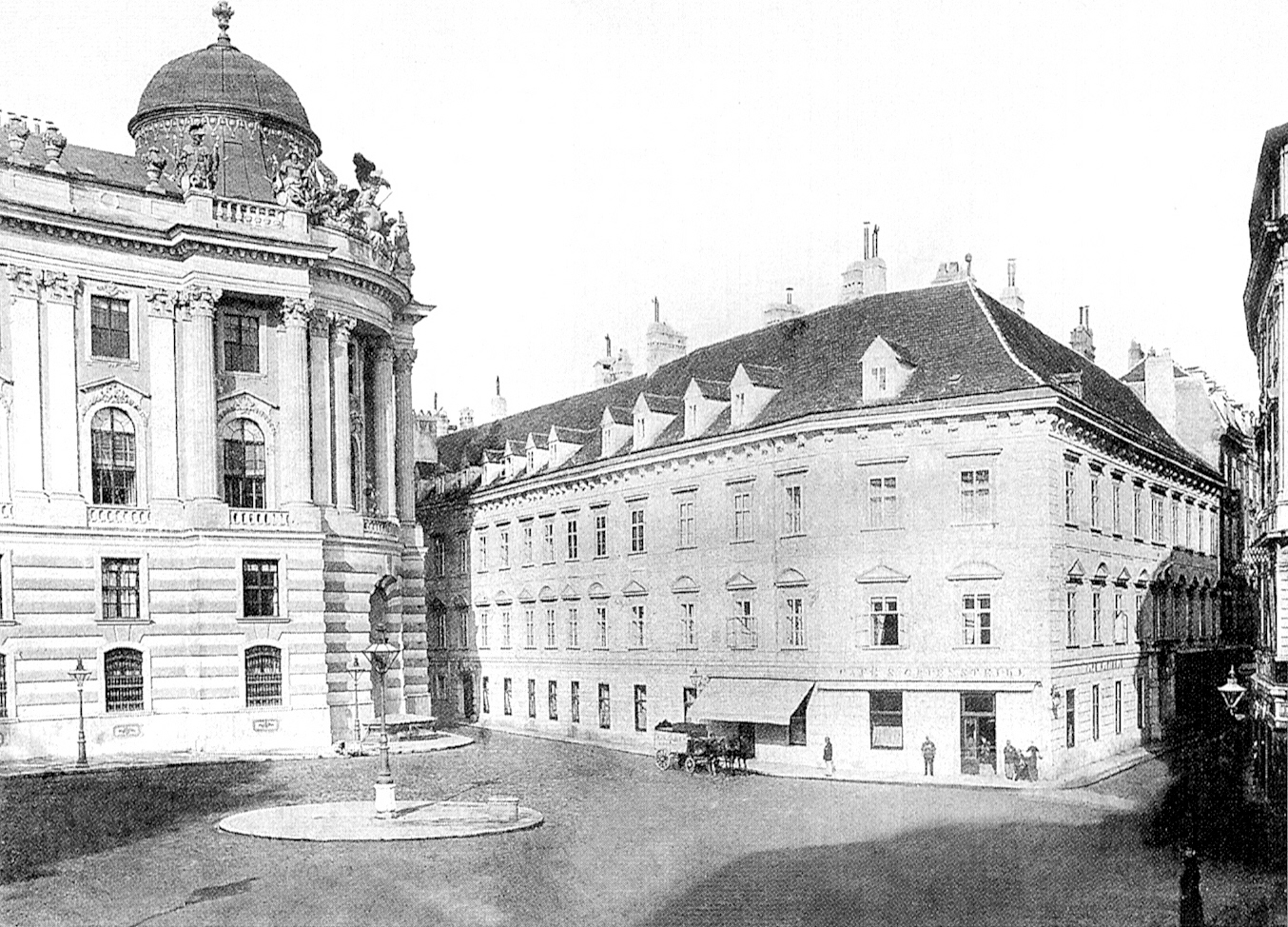
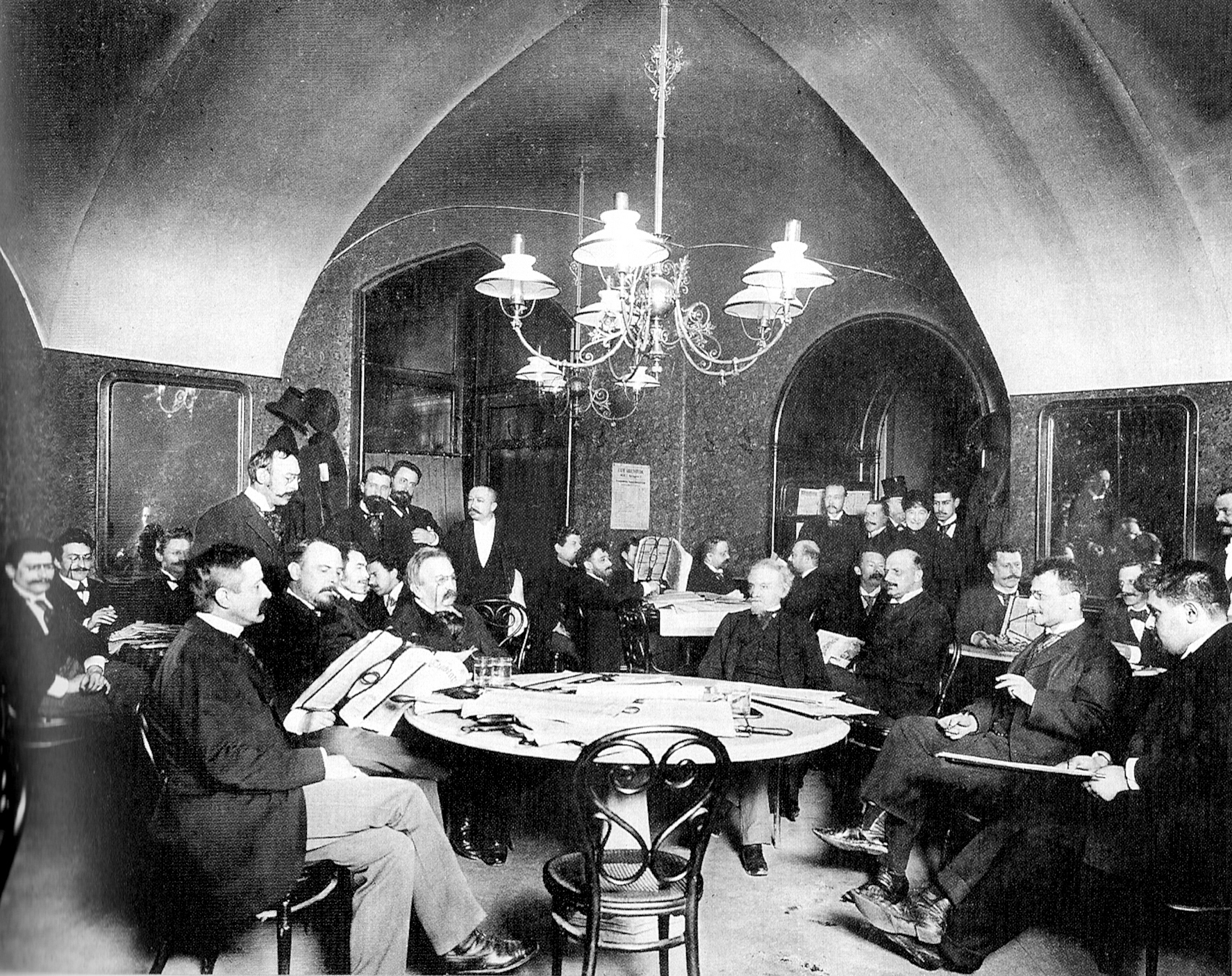
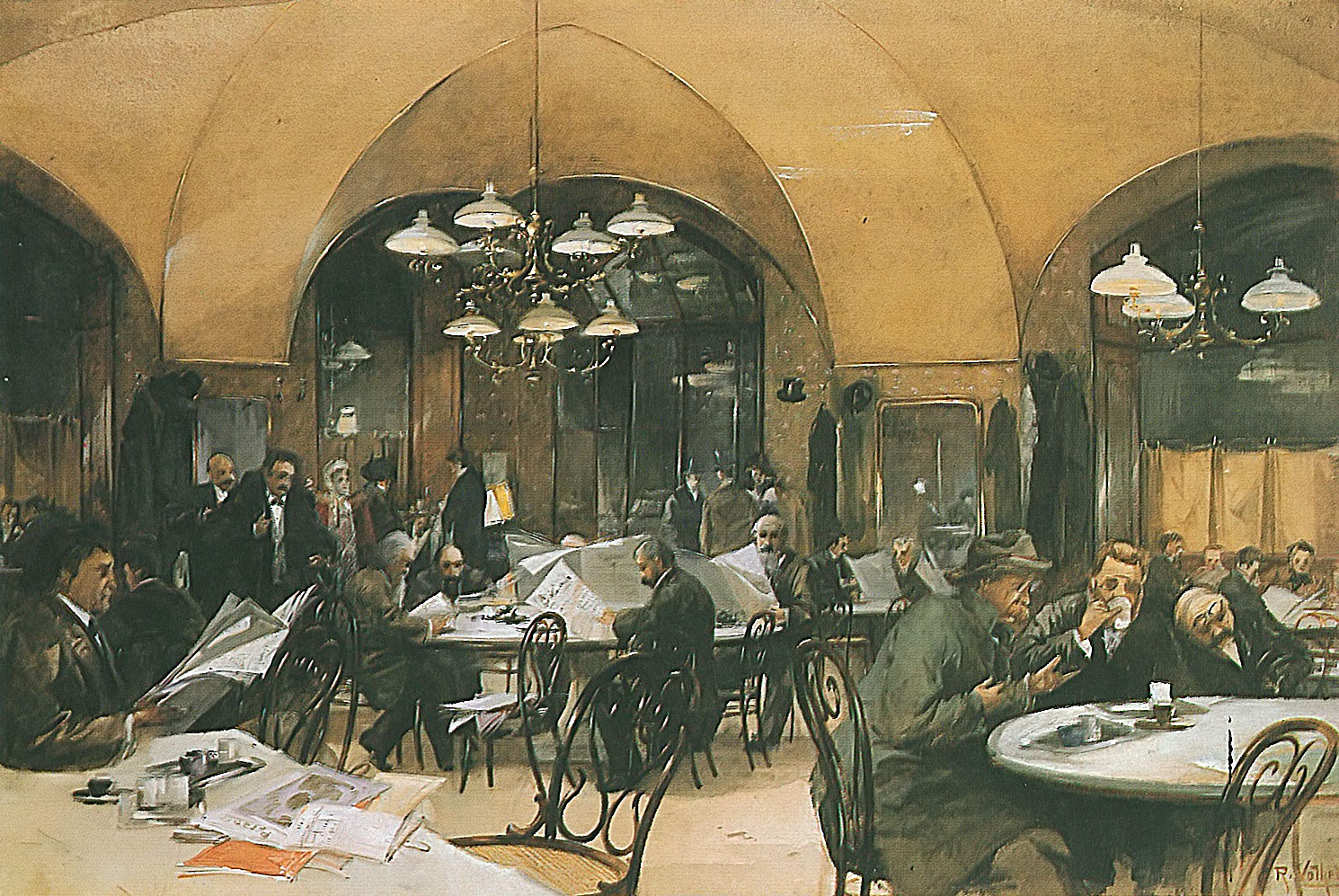
1896